# Maria Curman
Maria Del Pilar Curman Ruiz De Porras, född 19 oktober 1950 i Palma de Mallorca, Spanien, är en svensk förlags- och TV-chef.

## Biografi
Curman är dotter till civilingenjör Joaquin Ruiz de Porras Gay och Rosario Abadal de Solá. Gift 1972 med civilekonom Carl Curman.

## Arbetsliv
Curman gick ut Handelshögskolan i Stockholm 1973 och var sedan verksam inom förlagsbranschen, bland annat som ekonomidirektör vid Esselte Läromedel 1982-85, VD för Almqvist & Wiksell 1985-92 samt som VD och förlagschef vid Bonnier Utbildning 1993-96.

### Sveriges Television
1996 gick hon över till TV-sfären, då hon utsågs till chef för SVT Drama. Efter några år som dramachef efterträdde Curman 1999 Sam Nilsson som VD för Sveriges Television, en post som hon emellertid tvingades lämna redan 2001. Den omedelbara anledningen till Curmans avgång som VD var att det uppdagats att hon ägde ca 600 aktier i konkurrenten MTG som förvärvats av hennes aktieförvaltare.[källa behövs] Styrelseordföranden Allan Larsson uppgav vid tillfället att Maria Curman inte fått sparken men att han saknade förtroende för henne.[källa behövs] Även journalistfacken och dåvarande kulturminister Marita Ulvskog uttryckte sig i mycket kritiska ordalag.[källa behövs] Kort därefter avgick Curman.[källa behövs]
Den faktiska "skandalens" ganska ringa omfattning har fått många - bland annat SVT:s Erik Fichtelius - att spekulera om andra anledningar till Curmans borttvingande.[källa behövs]

### Efter Sveriges Television
Curman har senare återvänt till sin tidigare arbetsgivare Bonnierkoncernen.

## Utmärkelser
Maria Curman utsågs till Årets Ruter Dam 2000.